# Revolució Sandinista
Es coneix com a Revolució Popular Sandinista o simplement Revolució Sandinista, al procés obert a Nicaragua entre juliol de 1979 fins al febrer de 1990, protagonitzat pel Front Sandinista d'Alliberament Nacional (anomenat així en memòria d'Augusto César Sandino) que va posar fi a la dictadura de la família Somoza, enderrocant el tercer dels Somoza, Anastasio Somoza Debayle, i substituint la dictadura per un govern democràtic de perfil progressista d'esquerra.
La lluita contra la dictadura dels Somoza, que ja havia començat a la fi dels anys 50 del segle xx s'intensificà significativament l'any 1978. Al març de 1979 se signa l'acord d'unitat per part dels representants de les tres faccions sandinistes i es decideix impulsar la lluita. Al juny es fa la crida a la "Ofensiva Final" i a la vaga general i el 19 de juliol de 1979 les columnes guerrilleres del FSLN entren a Managua, amb un ampli suport popular, consumant la derrota definitiva d'Anastasio Somoza Debayle.
El nou govern, format per un ampli espectre ideològic amb presència socialdemòcrata, socialista, marxista-leninista i amb una gran influència de la teologia de l'alliberament, va intentar introduir reformes en els aspectes socioeconòmics i polítics de l'Estat nicaragüenc, tractant a més els problemes relatius amb la sanitat, l'educació i el repartiment de la terra. Aquestes reformes van aconseguir avanços significatius i reconeguts internacionalment.
L'oposició armada va ser organitzada pels Estats Units, que va formar l'anomenada contra, va enfonsar al país en una guerra civil i va produir una pressió en tots els camps possibles. Això, juntament amb diversos errors del govern atribuïbles a la inexperiència dels sandinistes, va portar Nicaragua a una posició econòmica crítica i social inassumible, la qual cosa va causar que l'FSLN perdés les eleccions de febrer de 1990 en favor de la Unió Nacional Opositora (una coalició que agrupava la majoria de les forces opositores a l'FSLN) presidida per Violeta Chamorro i recolzada pels Estats Units, posant així fi al període revolucionari.

## El procés a la Revolució

### Antecedents

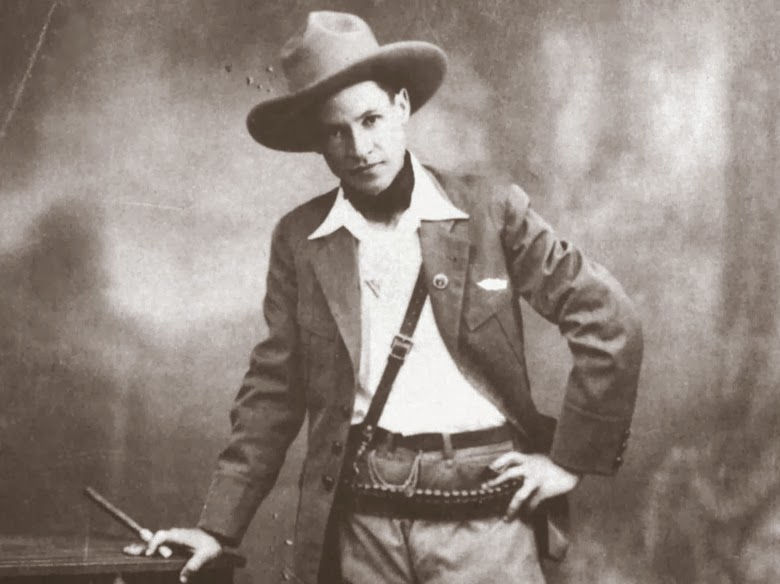
Augusto Sandino.

La segona intervenció dels Estats Units a Nicaragua va acabar l'any 1933 quan el Partit Liberal, encapçalat per Juan Baptista Sacasa, va guanyar les eleccions. L'1 de gener de 1933 ja no hi havia cap soldat estatunidenc en sòl nicaragüenc, però al 1930 els Estats Units havien format un cos propi de seguretat, la Guàrdia Nacional, al front de la qual va quedar, en sortir els soldats estatunidenc, Anastasio Somoza García, home de confiança de Washington. El 21 de febrer de 1934, el coronel de l'exèrcit estatunidenc Elias Riggs, amb el suport de Somoza, mitjançant la Guàrdia Nacional, va assassinar el general Augusto César Sandino, que havia lluitat contra la intervenció dels Estats Units i havia estat el líder indiscutible de l'oposició a aquesta intervenció. El cadàver de Sandino va ser sepultat pels militars de Somoza i fins avui dia es desconeix la ubicació de les seves restes. Aquest va ser el primer acte d'una sèrie que van tenir com a conseqüència que Somoza, amb el suport dels Estats Units, fos elegit president de Nicaragua l'any 1936. Amb això es va marcar el començament d'una dictadura familiar de la família Somoza que, amb el suport de la potència nord-americana i afavorint els seus interessos, es va instaurar al país.
Al començament de la dècada dels anys 1960, els ideals d'esquerra i les lluites per l'alliberament dels pobles colonitzats de les seves metròpolis estaven en plena expansió i donant bons resultats. L'1 de gener de 1959 van entrar a l'Havana les tropes revolucionàries que lluitaven contra la dictadura de Batista a Cuba i a Algèria es va formar el Front d'Alliberament Nacional d'Algèria per lluitar per la independència de França. A Nicaragua els diferents moviments contra la dictadura de Somoza van donar com a resultat la constitució del Front d'Alliberament Nacional de Nicaragua que seria l'embrió del que es va denominar, posteriorment, Front Sandinista d'Alliberament Nacional.
La situació econòmica de Nicaragua, a mitjan segle xx, es va veure deteriorada en caure els preus dels productes agrícoles exportables com ara el cotó i el cafè. Políticament, el Partit Conservador de Nicaragua va patir una escissió i una de les faccions, els que es coneixerien com els zanchudos, van passar a col·laborar amb el règim de Somoza. Anastasio Somoza García és ajusticiat pel poeta nicaragüenc Rigoberto López Pérez l'any 1956 i van vincular amb aquesta acció Carlos Fonseca i Tomás Borge. A l'octubre de 1958 Ramón Raudales va iniciar una sèrie d'accions guerrilleres que van constituir l'inici de la lluita armada contra la dictadura somocista. Al juny de 1959 es produeixen els fets coneguts com "El Chaparral", un lloc del territori hondureny, fronterer amb Nicaragua, on una columna guerrillera "Rigoberto López Pérez" sota el comandament del Comandant Rafael Somarriba (de la qual formava part Carlos Fonseca) va ser detectada i aniquilada per l'Exèrcit d'Hondures en coordinació amb els serveis d'intel·ligència de la Guàrdia Nacional de Nicaragua.
Després de "El Chaparral" hi va haver diverses accions armades més, a l'agost va morir el periodista Manuel Díez Sotelo, al setembre Carlos Haslam, al desembre Heriberto Reyes, a l'any següent es van produir els fets de "El Dorado" i es van mantenir una sèrie d'accions en què van morir, entre d'altres, Luis Morales, Julio Alonso, Manuel Baldizón i Erasme Montoya.
L'oposició convencional, fins llavors liderada pel Partit Comunista de Nicaragua, no havia estat capaç de formar un front comú contra la dictadura. L'oposició a la dictadura es va anar establint entorn de diverses organitzacions clandestines estudiantils. Entre els seus líders destacava, ja des del començament de la dècada dels anys 60, Carlos Fonseca Amador.
L'any 1957, Carlos Fonseca Amador, Silvio Mayorga, Tomás Borge, Oswaldo Madriz i Heriberto Carrillo van formar la primera cèl·lula que s'identificaria amb els principis proletaris. A l'octubre, es va formar a Mèxic el Comitè Revolucionari Nicaragüenc que van presidir Edén Pastora Gómez, Juan José Ordóñez, Roger Hernández i Porfirio Molina.
Al març de 1959, es va crear la Joventut Democràtica Nicaragüenca (JDN). En la seva constitució van participar, entre d'altres, Carlos Fonseca i Silvio Mayorga. Aquesta organització tenia la finalitat d'arribar a la joventut no estudiantil urbana. A la fi d'aquest mateix any va desaparèixer per donar pas a la Joventut Revolucionària Nicaragüenca (JRN), grup que va mantenir una activitat internacional elevada. El 21 de febrer de 1960, la JRN va participar en una conferència d'exiliats nicaragüencs a Maracaibo (Veneçuela) organitzada pel Front Unitari Nicaragüenc (FUN) (coalició de diverses forces opositores a Somoza). Van assistir a aquesta conferència Fonseca, en qualitat de delegat de la Universitat Autònoma Nacional de Nicaragua (UANN) i Silvio Mayorga, en qualitat de representant de la JRN. Allà, Fonseca i Mayorga van signar el manifest "Intervenció sagnant: Nicaragua i el seu poble" i el seu "Programa mínim" alhora que van conèixer altres companys amb els quals, posteriorment, formarien l'FSLN. Poc després es va organitzar el Front Intern de la Resistència que segons el propi Fonseca era El primer auxiliar de l'Exèrcit Defensor del Poble Nicaragüenc.
La JRN tenia una molt escassa presència a Nicaragua (estava més activa als centres de l'exili nicaragüenc de Costa Rica, Mèxic o Cuba) però va establir contacte amb la Joventut Patriòtica Nicaragüenca (JPN), vinculada al Partit Conservador i fundada el 12 de gener de 1960 i en la qual participaven, entre d'altres, José Benito Escobar, Germán Pomares, Salvador Buitrago, Roger Vásquez, Julio Buitrago, Daniel Ortega, Fernando Gordillo, Manolo Morales, Jorge Navarro, Orlando Quiñonez, Ignacio Briones, German Vogl i Joaquín Solís Piura, a la llum dels esdeveniments de la Revolució Cubana i la seva influència a Llatinoamèrica. La JPN es definia com un grup de joves compromesos amb la democràcia i la justícia social sense seguir l'estendard de cap partit. En les seves files van militar Julio Buitrago i José Benito Escobar que arribarien a ser líders importants en l'FSLN.
L'any 1960 la JPN va realitzar una sèrie de mobilitzacions en diferents ciutats de Nicaragua: Managua, Matagalpa i Carazo. Aquestes protestes van ser degudes a la repressió d'estudiants que s'havien saldat amb la mort de diversos d'ells i com a suport al nou govern cubà. La JPN va tenir un paper important en la mobilització contra la dictadura. La seva línia d'actuació es trobava al marge dels partits opositors, com el Partit Socialista de Nicaragua o el Partit Comunista i molt lluny de l'oposició conservadora. Fonseca va promoure l'ingrés a la JPN de Marcos Altamirano, que coneixia d'activitats anteriors. Altamirano aviat es va convertir en Secretari General de l'Organització.
Edén Pastora, juntament amb cinc nicaragüencs més, s'integrà en el moviment guerriller "Frente Revolucionario Sandino" a Les Segovias.
A inicis de 1961, es va fundar el Moviment Nova Nicaragua (MNN) en el qual van participar persones provinents del món de l'educació com Carlos Fonseca, Silvio Mayorga, Tomás Borge, Gordillo, Navarro i Francisco Buitrago; persones provinents d'entorns obrers com José Benito Escobar; del camp, com Germán Pomares i fins i tot petits empresaris com Julio Jerez Suárez. També participava al MNN Santos López, guerriller que havia lluitat amb el General d'Homes Lliures, Augusto César Sandino.
El Moviment Nova Nicaragua va establir la seva base en tres ciutats del país, Managua, León i Estelí, tot i que la seva caserna general es trobava en el país veí Hondures. La seva primera activitat pública es va realitzar al març de 1961 en suport de la Revolució Cubana i en protesta de la posició que el govern de Nicaragua mantenia amb Cuba, totalment plegada als interessos dels Estats Units. El MNN es va dissoldre per donar pas al Front d'Alliberament Nacional.

### Els Somoza
El govern de la família Somoza va posar al país a plena disposició dels interessos dels Estats Units. La família es va convertir en una de les famílies més riques de les Amériques, amb un patrimoni estimat en aquell temps d'entre 1.000 i 5.000 milions de dòlars, controlant la riquesa nacional de Nicaragua per als seus propis interessos i fomentant la corrupció. Durant els anys 50 i 60 del segle xx, l'estabilitat del règim dictatorial va proporcionar un desenvolupament econòmic notable, que no va arribar a ser repartit amb equitat, mantenint les grans masses de la població en l'extrema pobresa i indigència. L'oposició al règim va ser durament perseguida, es van produir assassinats i tortures i es va obligar a l'exili aquells que es posicionaven en contra del poder establert. La repressió es va accentuar a partir del 1964.
La capital Managua era coneguda per ser la més moderna i pròspera de la regió, modernes i altes estructures s'elevaven a la ciutat, fent de la ciutat un lloc bastant turística en aquella època.
El terratrèmol de Managua de 1972 va marcar una fita en la corrupció somocista quan milers de milions de dòlars de l'ajuda internacional a les víctimes van ser usurpats pel poder, deixant els perjudicats per la catàstrofe sense ajudes. La situació econòmica va empitjorar i va créixer el descontentament entre la població.

### L'FSLN

Bandera del FSLN.

Els diferents moviments d'oposició van anar convergint fins a donar lloc, a principis dels anys 60, al naixement de l'FSLN, organització que lideraria la lluita contra la dictadura.
El Front Sandinista era una organització heterogènia en la qual participaven gent de diferents ideologies amb una marcada inclinació marxista i referències de la Revolució cubana i algeriana. No tenia vinculació amb cap partit existent al país i basava la seva ideologia en les idees i la lluita d'Augusto César Sandino (guerriller nicaragüenc que va lluitar contra l'ocupació estatunidenca els anys 1927-1933 i que va ser assassinat per Anastasio Somoza García).
Les forces governamentals dels diferents governs somocistes van aconseguir contenir la lluita armada empresa per l'FSLN, que va patir fortes derrotes com la de Pancasán al 1967 o la de la casa "Las Termópilas" l'any 1969, en què va morir en combat desigual Julio Buitrago, Pare de la Resistència Urbana, que va ser televisat en directe a tot el país. El poble va ser testimoni del valor dels muchachos del Front Sandinista.
Al començament de la dècada dels 70, es va generalitzar el suport popular als Sandinistes tant a les ciutats (centres d'educació i de treball) com en les zones rurals.
El novembre de 1976, Fonseca va morir en combat, al peu de Cerro Zinica a Boca de Pedra (entre Waslala i Siuna). L'FSLN va patir una divisió en tres tendències que van lluitar des de llavors per separat. Aquestes tendències van ser:
- Tendència GPP (Guerra Popular Perllongada) (maoista).
- Tendència Proletària (marxistes - leninistes).
- Tendència Tercerista (nacionalisme d'esquerra, socialdemocràcia, teologia de l'alliberament).

Malgrat aquesta divisió, hi va haver èxits rellevants i es van produir accions com "L'ofensiva d'Octubre 77".

### Inicis del triomf revolucionari
A mitjans dels anys 70, part dels líders econòmics del país i de l'Església Catòlica es va començar a alinear en contra del govern de Somoza. Es va formar un moviment d'oposició dirigit per Pedro Joaquín Chamorro Cardenal, amo del diari La Premsa, el més gran del país, i forcen al govern a realitzar alguns canvis. Aquest grup opositor va trobar suport en les files del Partit Demòcrata dels Estats Units i al govern estatunidenc de Jimmy Carter, que va impulsar una política exterior més respectuosa amb els Drets Humans.
El 10 de gener de 1978, Pedro Joaquín Chamorro va ser assassinat. Es va atribuir l'assassinat al règim i va despertar un gran malestar entre les classes mitjanes i empresarials del país. Al febrer, es va produir la insurrecció del barri de Monimbó de Masaya i a l'agost es va realitzar la presa del Palau Nacional per part d'una columna de l'FSLN comandada per Edén Pastora. La negociació per a l'alliberament dels polítics segrestats en el Palau Nacional va fer que molts presos polítics quedessin en llibertat i que es pogués publicar i difondre una crida a la població a la revolució.
La insurrecció es va generalitzar i la repressió governamental es va aguditzar i es va endurir arribant a realitzar-se atacs contra la població civil. Això va fer que l'FSLN adquirís suports i que comencessin a arribar protestes de països estrangers per pressionar el règim somocista perquè busqués una sortida negociada al conflicte.
Les forces guerrilleres de l'FSLN van iniciar operacions coordinades en els diferents fronts de guerra, aquests van ser:
- Front Sud "Benjamí Zeledón", al sud;
- Front Nord "Carlos Fonseca", al nord;
- Front Central "Pablo Úbeda", a la zona central;
- Front Oriental "Carlos Roberto Huembes", a l'àrea de Chontales;
- Front Occidental "Rigoberto López Pérez", a la zona de León i Chindandega;
- Front Sud-Oriental "Camilo Ortega", a les àrees de Masaya i Carazo;
- Front Intern, en el nucli urbà de Managua.

Al març de 1979, les diferents faccions sandinistes van signar l'acord d'unitat i al juny es va fer la crida a la "Ofensiva Final" i es va convocar una vaga general.
El govern dels Estats Units va intentar, mitjançant l'Organització d'Estats Americans (OEA), parar l'avanç del Front. El govern estatunidenc va intentar que l'OEA destaqués tropes d'interposició a Nicaragua, però no va obtenir el suport necessari dels països llatinoamericans presents en l'organització. Posteriorment, posant com a pretext motius humanitaris, va intentar establir tropes a Costa Rica per intervenir a Nicaragua, però aquesta operació també va fracassar, igual que els intents de negociació amb l'FSLN per a la composició d'una Junta de Govern de Reconstrucció Nacional.
Finalment, els Estats Units es van veure obligats a demanar a Anastasio Somoza Debayle la seva renúncia a la presidència de Nicaragua en un intent de controlar la situació. Somoza va abandonar el país el dimarts 17 de juliol de 1979, deixant un buit de poder en la nació. Francisco Urcuyo Maliaños, com a President del Congrés Nacional va ser elevat a la presidència d'acord amb la Constitució de 1974.
Urcuyo va anunciar la decisió de no renunciar a la presidència i que completaria el període que li corresponia al General Somoza fins al maig de 1981. En un missatge nacional (en un saló de l'Hotel Intercontinental, avui l'Hotel Crowne Plaza), va destacar les accions de la Guàrdia Nacional, alhora que va dir "Com a President de la República animo les forces irregulars a deposar les armes, no a res ni a nigú, sinó a l'Altar de la Pàtria."
Va començar a reemplaçar amb joves oficials els càrrecs més importants de l'Exèrcit, vacants en escapar amb Somoza la majoria dels oficials d'alt rang.
El nou Director de la Guàrdia Nacional, el Tinent Coronel Federico Mejía González, va apressar els soldats lleials a Urcuyo a "redoblar els seus esforços en el conflicte". Aquell mateix dia, els cancellers del Pacte Andí -l'Equador, Veneçuela i el Perú-- reunits a San José, Costa Rica, van rebutjar públicament la maniobra de Urcuyo: 
| « | Exigim a Urcuyo que acati la obligació de transferir el poder, únic motiu pel qual l'ocupa. Ja que la seva permenència en el poder només contribuirà que la contesa actual adquireixi noves i més violentes dimensions bèliques. | » |

Al matí del dimecres 18 de juliol, els 3 membres de la Junta, Sergio Ramírez, Alfonso Robelo, i Violeta Chamorro, van marxar San José, Costa Rica, i es van dirigir cap a León, on es van reunir amb Daniel Ortega Saavedra i Moisés Hassan Morales. Es va proclamar León la nova capital provisional, i la comunitat internacional els va reconèixer com el govern legítim de la República. Abandonat per tots, Urcuyo va abandonar Managua i va agafar un avió per exiliar-se a Guatemala.
La Guàrdia Nacional es va esfondrar, d'aquesta manera el Front Sandinista d'Alliberament Nacional va entrar a Managua el 19 de juliol de 1979, posant fi a l'etapa dictatorial somocista, assumint les responsabilitats de govern mitjançant la Junta de Govern de Reconstrucció Nacional.

## Els governs revolucionaris

### Junta de Govern de Reconstrucció Nacional
A l'entrada a Managua el 19 de juliol de 1979 de l'FSLN va seguir la instauració de la Junta de Govern de Reconstrucció Nacional, composta per cinc membres: el seu coordinador, que feia la funció de president, va ser Daniel Ortega Saavedra (FSLN), al que van acompanyar Sergio Ramírez i Moisés Hassan, tots dos també sandinistes, l'empresari Alfonso Robelo Carrerons i Violeta Chamorro, vídua de Pedro Joaquín Chamorro (que seria la successora d'Ortega al final del procés revolucionari l'any 1990) com a independents. Es va establir un Consell d'Estat amb representació de diversos grups socials (polítics, sindicalistes, dones...) i es va disposar que es funcionés com una legislatura fins a la convocatòria i celebració d'eleccions.
El control del Directori Nacional de l'FSLN (que constava de 9 comandants de l'FSLN: Tomás Borge, Daniel Ortega, Víctor Tirado, Humberto Ortega, Henry Ruiz, Jaime Wheelock, Bayardo Arce, Luis Carrión i Carlos Núñez) sobre la Junta de Govern va fer que els membres independents l'abandonessin un any després, sent substituïts per dos altres membres no sandinistes, Arturo Cruz i Rafael Córdova Rivas.
Aquest govern va emprendre les polítiques abans mencionades i al 1981 el govern de Ronald Reagan va imposar un bloqueig econòmic i va començar a finançar grups armats antisandinistes coneguts com «la contra». Nicaragua va buscar el suport de la Unió Soviètica i de Cuba: al 1982 va firma amb l'URSS un pacte de cooperació econòmica.

### Eleccions de 1984
El 4 de novembre de 1984 es van celebrar eleccions, no exemptes de polèmica per part de la contrarrevolució i amb el boicot d'alguns partits de l'oposició, en les quals el candidat de l'FSLN, Daniel Ortega, va obtenir el 67 % dels vots i l'FSLN va ser el partit majoritari al Parlament amb 61 escons d'un total de 96. Aquestes eleccions van legitimar, per a molts països estrangers, el govern sandinista, però no van aconseguir aturar les agressions de la contra. Dels 1.551.597 ciutadans amb dret a vot censats al juliol d'aquest mateix any van votar 1.170.142, xifra que representa el 75,41 % de participació. Els resultats d'aquestes eleccions van ser:
| Partit                                                   | Candidat a la presidència | % del vot obtingut |
| -------------------------------------------------------- | ------------------------- | ------------------ |
| Frente Sandinista de Liberación Nacional (FSLN)          | Daniel Ortega Saavedra    | 66,97%             |
| Partido Conservador Demócrata de Nicaragua (PCD)         | Clemente Guido            | 17,04%             |
| Partido Liberal Independiente (PLI)                      | Virgilio Godoy            | 9,60%              |
| Partido Popular Social Cristiano (PPSC)                  | Mauricio Díaz             | 5,56%              |
| Partido Comunista de Nicaragua (PCdeN)                   | Allan Zambrana            | 1,45%              |
| Partido Socialista Nicaragüense (PSN)                    | Domingo Sánchez Salgado   | 1,31%              |
| Movimiento de Acción Popular Marxista-Leninista (MAP-ML) | Isidro Téllez             | 1,03%              |
| Voto nul = 6%.                                           |                           |                    |

El gabinet es va veure obligat a proclamar l'estat d'excepció per fer front a l'agressió armada, en què es van suprimir alguns drets civils i es va limitar la llibertat d'expressió, encara que el principal diari de l'oposició La premsa, amb línia editorial propera a la contrarrevolució, es va seguir editant així com també es van mantenir les emissions de les cadenes de ràdio pertanyents a l'església catòlica. També el govern electe es va veure obligat a imposar del servei militar obligatori (denominat SMP, Servei Militar Patriòtic) mesura que va resultar molt impopular.

### Fi del període revolucionari

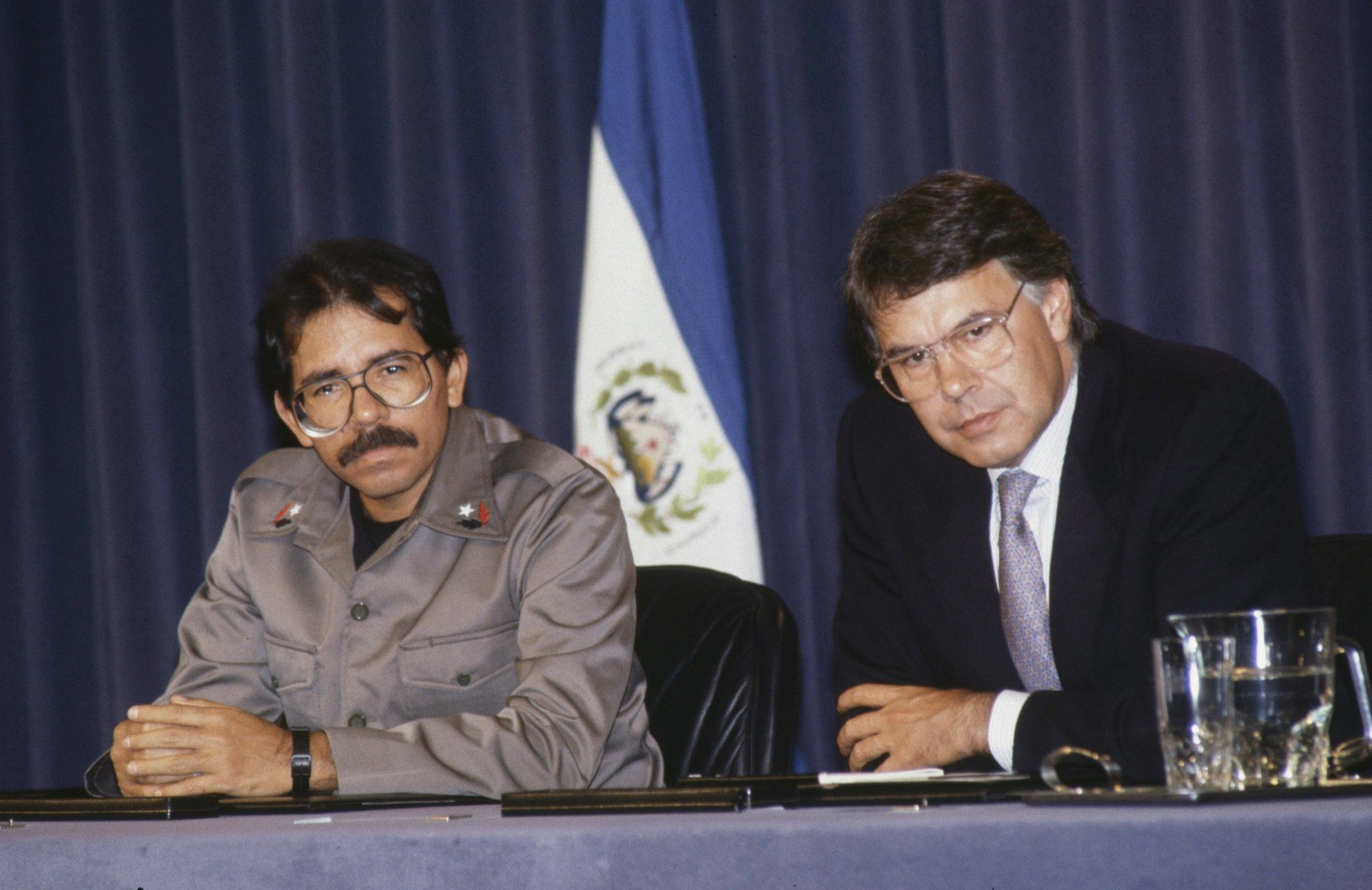
Roda de premsa conjunta de Daniel Ortega i Felipe González al Palau de la Moncloa el 1989 durant la signatura de diversos acords de cooperació

L'any 1988 van començar les converses per a un procés de pau que van culminar en les eleccions de febrer de 1990.
El 25 de febrer de 1990 es van celebrar eleccions generals en les quals l'FSLN va obtenir el 40,82 % dels vots davant del 54,74 % que va aconseguir la Unió Nacional Opositora (UN), una coalició electoral de 14 partits encapçalada per Violeta Chamorro i finançada i recolzada pels Estats Units. Amb el traspàs del poder a Violeta Chamorro es posà fi al període revolucionari.

## Accions revolucionàries i contrarrevolució

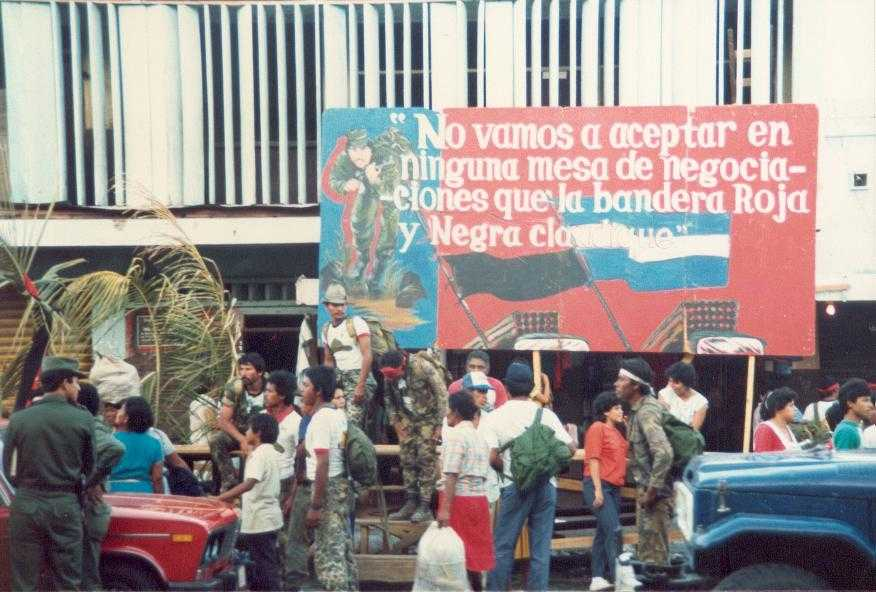
Cartell en un carrer de León (Nicaragua), març de 1988.

Quan els Sandinistes van entrar a Managua l'any 1979 es van trobar amb un país que tenia enormes problemes. La guerra contra Somoza havia produït més de 50.000 morts, hi havia centenars de milers de famílies sense llar o que refugiats en països veïns i moltes àrees del país tenien les seves escasses infraestructures en ruïnes. Hi havia un deute exterior de 1.600 milions de dòlars (any 1979). Molts professionals qualificats i homes de negocis experts van fugir del país, es va produir una escassetat d'aliments i combustible i es van trobar amb altes taxes d'analfabetisme, pobresa extrema i una molt deficient salut pública.
El nou govern de reconstrucció nacional va emprendre la labor de reconstrucció del país, creant una nova infraestructura política i econòmica amb l'objectiu de millorar les condicions de la població, especialment la més pobra. Va nacionalitzar les pertinences de la família Somoza i l'oligarquia que l'envoltava alhora que garantia la propietat privada i el respecte als drets humans i programava a Nicaragua com a país no alineat. Inicialment el govern revolucionari va rebre ajuda de països estrangers, fins i tot dels Estats Units.
L'economia es va organitzar com una economia mixta amb predomini del sector públic controlat des del govern, va nacionalitzar la banca i va prendre el control del comerç exterior que era crític en ser l'exportació de productes agrícoles la base de l'obtenció de recursos per a la importació d'aliments i altres béns de consum. La major part de les terres i els negocis van romandre a mans del sector privat amb l'excepció dels que pertanyien a la família Somoza i d'alguns individus privilegiats (aquest fet va portar la Comissió Interamericana de Drets Humans de l'OEA, en la seva resolució número 2.87, a declarar que el Govern de Nicaragua ha violat el dret a la propietat privada consagrat per l'Article 21 de la Convenció Americana, resolució que mostra els obstacles amb els quals s'hauria d'enfrontar la Revolució en el seu intent de modernitzar i dignificar el país). Algunes de les mesures adoptades pels sandinistes imposaven restriccions sobre la utilització dels béns, la qual cosa va provocar l'oposició de molts empresaris.
Al món laboral els sindicats sandinistes van prendre rellevància, encara que les organitzacions independents van sobreviure, el govern va realitzar una política de suport als treballadors.

### Reforma agrària
Entre dels canvis econòmics impulsats per la Revolució, el repartiment de les terres en un país fonamentalment agrícola i de latifundis, on les terres estaven en mans d'una petita minoria, va ser una de la prioritats de les noves autoritats, aconseguint dur a terme, tot i que parcialment a causa de diferents pressions, la reforma agrària. Les terres repartides provenien de les propietats nacionalitzades dels Somoza i dels seus partidaris. Es van crear granges cooperatives dependents del govern que congregaven a petits productors facilitant-los l'accés a crèdits, eines i subministraments. Es va fomentar la producció agrícola per al consum propi i l'exportació.
La reforma agrària es va constituir com un procés que va dependre de diversos factors relacionats amb les condicions econòmiques, polítiques i d'organització que es presentarien durant el període revolucionari. Nicaragua, com altres països de l'anomenat tercer món, tenia una economia basada en l'agricultura d'exportació, amb productes com el cafè i el cotó, el preu del qual depèn dels mercats internacionals.
La pròpia llei de reforma agrària, en el seu article 1, marca les diferents figures de la propietat de la terra, que són:
- Propietat de l'Estat (amb la terra confiscada de somocistas)
- Propietat cooperativa (part de terra confiscada, però sense els certificats de propietat individuals, treballades en règim cooperatiu).
- Propietat comunal (pertanyent a comunitats concretes, especialment a les comunitats de Miskitos de la regió Atlàntica).
- Propietat individual (amb certificat de propietat individual treballada per un únic propietari).[19]

La reforma agrària es va executar en quatre fases diferents:
1. Primera fase (1979): confiscació de les propietats de la família Somoza i l'oligàrquica afí a ella.
2. Segona fase (1981): Llei de Reforma Agrària 19 de juliol de 1981.
3. Tercera fase (1984–1985): Cessió de terres als camperols.
4. Quarta fase (1986): Llei de reforma agrària de 1986, o "Reforma de la Llei de 1981".

### Educació i sanitat

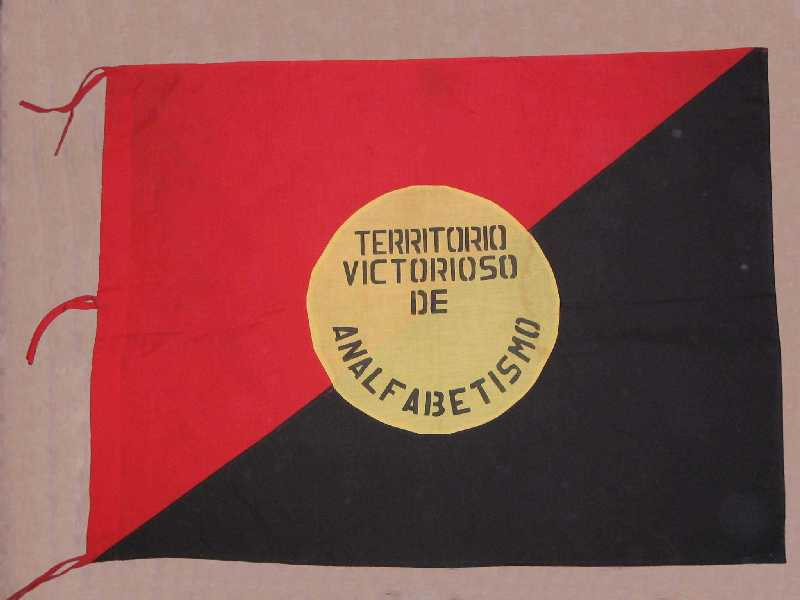
Bandera que va onejar en el barri Laura Sofía Olivas Paz d'Ocotal (Nueva Segovia) quan va ser declarat territori victoriós d'analfabetisme.

L'educació es va considerar prioritària. L'any 1979, l'índex d'analfabetisme era superior al 50% (dels més elevats d'Amèrica) i en 2 anys va quedar reduït a un escàs 13% mitjançant una agressiva campanya d'alfabetització que va ser atacada per l'eminent contrarrevolució que ja llavors havia estat creada amb el suport i patrocini dels Estats Units.
En la mateixa línia, es van realitzar polítiques sanitàries i d'educació superior, així com un pla d'infraestructures sanitàries i socials. Es van realitzar campanyes de vacunació massiva i d'educació sanitària bàsica, que van aconseguir reduir molt ostensiblement les taxes de malalties i la mortalitat infantil.
Es van prendre mesures de dinamització social que tendien a implicar tots els sectors socials en la reconstrucció del país i a aconseguir els objectius revolucionaris. Es van crear els Comitè de Defensa Sandinista (CDS) a les zones urbanes encarregade de l'organització de les diferents activitats i vigilants de les accions contrarrevolucionarias. Es van estendre activament els sindicats en el món rural i es van crear organismes per ajudar els camperols. Van néixer i van potenciar les organitzacions de participació ciutadana, els grups de dones, d'estudiants i de joves.

### Les relacions exteriors
En la conjuntura de la guerra freda, Nicaragua no va poder mantenir-se realment com a país no alineat. Cuba va participar activament en la consecució d'alguns dels objectius marcats per la Revolució: hi va enviar mestres, metges i personal sanitari, així com assessors militars. Els països del bloc soviètic, amb l'URSS al capdavant, van enviar ajuda al govern revolucionari. També molts països d'Europa Occidental i d'Amèrica Llatina van donar suport a les noves autoritats. La simpatia que mostrava el govern sandinista per altres moviments alliberadors d'esquerra que operaven en altres països llatinoamericans, com a El Salvador, van refredar i van condicionar les relacions amb molts d'aquests països.
El paper que històricament havien jugat els Estats Units a Nicaragua i a la resta d'Amèrica va ser determinant per assenyalar aquest país com el que havia recolzat els diferents governs dels Somoza i anteposat tota classe d'obstacles al triomf revolucionari i a les reformes que des de la Revolució es volien engegar. Es van identificar els Estats Units com el defensor dels rics opressors en contra dels pobres. Aquesta identificació dels Estats Units queda evidenciada en l'Himne a la Unitat Sandinista quan diu "lluitem contra el yankee, enemic de la humanitat". Per la seva banda, el govern dels Estats Units veia els llaços d'amistat de la Nicaragua Sandinista amb Cuba i l'URSS com la prova fefaent del seu alineament polític en el bloc comunista, a això se li sumava la ideologia marxista-leninista de molt líders sandinistes.
El govern de l'administració Carter va realitzar esforços, tenia una oposició molt forta en el Senat, per ajudar els nous governants nicaragüencs. En les eleccions presidencials dels Estats Units celebrades el 4 de novembre de 1980 va sortir victoriós el candidat del Partit Republicà Ronald Reagan. Reagan es destacava pel seu fort anticomunisme i estava convençut que els moviments d'alliberament d'Amèrica estaven potenciats i creats per la Unió Soviètica. Quan va prendre el poder l'any 1981, va emprendre una política d'aïllament de Nicaragua i va organitzar, recolzar i finançar l'oposició armada al govern revolucionari creant la contra.

### La Teologia de l'alliberament
Un tret propi de la Revolució Sandinista de Nicaragua, a més de la lluita marxista-revolucionària, va ser el paper que la teologia de l'alliberament hi va jugar. Religió i revolució es van unir, els temples es van convertir en espais de vius diàlegs intel·lectuals, els barris marginals en temples i els sacerdots en guerrillers compromesos. Per primera vegada des de feia molt temps, una secció humil de l'Església va fixar el seu objectiu en la salvació material dels pobres sobre la salvació espiritual. La revolució també va ser religiosa.
En efecte, en primer lloc s'ha de contextualitzar la revolució religiosa que va tenir lloc a Llatinoamèrica. Nicaragua era un país fonamentalment agrari amb una majoria social catòlica, per tant, la religió impregnava nombrosos aspectes de la societat. A més, la situació d'enorme pobresa que afrontava el país va fomentar el desig de canvi d'alguns joves eclesiàstics que, amb el temps, s'acabarien enfrontant amb la jerarquia catòlica, afí a Somoza, i conformant un moviment panamericà religiós, la característica fonamental del qual era millorar la vida material dels més desafavorits.
A Nicaragua, el predecessor més proper del moviment va ser segurament el monsenyor Octavio José Calderón i Padilla, un bisbe que sovint criticava les injustícies del règim. Així, prenent-lo com a referència, Mejía, Molina, Montoya, Quintanilla, Zúñiga, Ernesto Cardenal i Fernando Cardenal, van donar forma al moviment catòlic alliberador.
No obstant això, els primers documents relatius a la teologia de l'alliberament van tenir lloc l'any 1968 a Medellín (Colòmbia), durant la Conferència General de l'Episcopat Llatinoamericà (CELAM). Va ser llavors quan es va incorporar el marxisme a la religió, inoculant-hi el seu objectiu revolucionari. Els joves sacerdots serien els seus banderers i els encarregats d'expandir-lo enfront de l'anquilosament de la jerarquia veterana.
| « | (...) Comencé como profesor (en la UCA), y comencé muy bien porque enfoqué a la Biblia dentro de la realidad nicaragüense. (...) El mundo de la universidad, y el mundo de los pobres. En la universidad servía a los burgueses, y aquí en el barrio de los pobres... Todos los días había una crisis dura. Como que tenemos necesidad, los sacerdotes, de los ricos para existir. Creía yo que tenía mucha culpa | » |
| — | |   |

Alguns exemples són la Comunitat Eclesial de Base (CEB) de Riguero un barri obrer de Managua o la Comunitat Camperola de Solentiname. En efecte, allí, a més de dur a terme una labor solidària, els sacerdots sintetitzaven els estudis teològics amb el marxisme, afavorint un escenari realment fructífer en tots els sentits. D'altra banda, mai no es van donar per vençuts.
| « | La idea me la dio Thomas Merton. Primero me manifestó que estaba muy descontento de la vida monástica... Era un tipo de vida medieval, anacrónica, y era un ridículo. Y él quería fundar una comunidad contemplativa diferente | » |
| — | |   |

En un altre article seguia:
| « | Contemplació vol dir unió amb Déu. Ben aviat ens vam adonar que aquesta unió amb Déu ens duia, en primer lloc, a la unió amb els camperols, molt pobres i abandonats (...). La contemplació tambés ens va dur després a un compromís polític: la contemplació ens va dur a la revolució: i així havia de ser; si no, hagués estat falsa. | » |

Quan la situació es va agreujar encara més a causa de la repressió i dels factors econòmics, la fe i la consciència de classe es van reafirmar i es van enfortir. Amb el temps, van acabar organitzant els barris populars en virtut de la revolució i la fe per lluitar contra el règim somocista. Aleshores, ja van estrènyer llaços amb l'FSLN, en el qual, molts d'ells es van integrar.
En un principi, molts d'ells havien rebutjat la violència, no obstant això, amb el temps es van adonar que era l'única via possible per tal d'erradicar l'opressió de la classe dirigent, no sense deixar de donar importància a la conscienciació a través de l'estudi i la dialèctica. En paraules d'Ernesto Cardenal,
| « | Allò que més ens va radicalitzar políticament va se l'Evangeli. Cada diumenge, a la missa, comentàvem amb els camperols en forma de diàleg de l'Evangeli, i ells amb admirable senzillesa i profunditat teològica començaven a entendre l'essència del missatge evangèlic: l'anunci del regne de Déu. És a dir: l'establiment a la terra d'una societat justa, sense explotadors ni explotats, amb totes els béns en comú, com la societat en què van viure els primers cristians. | » |

” 
No obstant això, la seva afinitat amb el FSLN i el seu missatge revolucionari, aviat els va passar factura. Somoza va iniciar una repressió brutal, arribant a torturar i empresonar alguns d'ells, com Francisco Mejía. Malgrat això, aquests fets, en lloc de dissuadir-los de continuar amb el seu projecte d'alliberament, van enfortir les seves creences comprometent-se definitivament en la revolució i al FSLN. Paral·lelament, es va dur a terme una reforma catòlica universitària elevant les seves demandes a nivells intel·lectuals més complexos, impregnats de teologia de l'alliberament.
En la seva labor de vanguàrdia, la teologia de l'alliberament va tenir un paper indiscutible a l'hora de conformar la cultura revolucionària amb els seus respectius símbols. Així, es va construir un marc polític a partir de la simbologia cristiana catòlica, ja que era coneguda per la majoria dels nicaragüencs, però transformant el seu significat per un de revolucionari. D'aquesta forma, la base cultural del Front seria el cristianisme de la teologia de l'alliberament, sense el qual, probablement, el Fron s'hagués vist desvestit d'una cultura realment eficaç, amb les conseqüències que això hagués tingut: la dificultat d'organització, unificació i mobilització.

### La contrarevolució
Des del triomf mateix de la revolució i el desmantellament de la Guàrdia Nacional, grups aïllats de guàrdies amb base a Hondues van mantenir hostilitats armades amb el nou govern de Nicaragua. A finals de l'any 1981, aquests grups armats van rebre el suport de la dictadura argentina i una ajuda secreta dels Estats Units. Els grups contrarevolucionaris es van anar alimentant dels descontents amb les reformes revolucionàries. Fins i tot algun sandinista notable, com Edén Pastora va crear el seu propi grup armat d'oposició, en aquest cas amb base a Costa Rica. També alguns grups ètnics com els miskitos es van sumar a aquests moviments antisandinistes. A tot aquest conglomerat contrarevolucionari se'l va denominar contra (forma abreujada de contrarevolucionaris o contrarevolució en contraposició del terme compa, forma breu de company, com s'anomenaven els sandinistes entre sí):
Des de l'arribada al poder de l'administració Reagan, el suport a les contras es va generalitzar i va créixer, mentres que es bloquejava i pressionava el govern nicaragüenc, impedint l'ajuda d'altres països i deversos organismes i institucions internacionals. S'estima que entre 1982 i 1990, els Estats Units es van gastar, en suport a les contras, 300 milions de dòlars.
El bloqueig dels Estats Units i l'agressió armada van debilitar substancialment la ja dèbil economia nicaragüenca. Les accions armades van fer malbé infraestructures, van impedir l'explotació agrícola i el comerç, causant moltes baixes entre la població civil i forçant una gran part de la població a refugiar-se en altres àrees del país o a l'estrenger, així com obligant a destinar enormes partides pressupostàries a la defensa i la reconstrucció. També van condicionar la presa de decisions de govern antipopulars com la posada en marxa d'un Servei Militar Obligatori.
Per fer front a l'agressió, el govern revolucionari es va veure obligat a augmentar les forces militars. L'any 1983, va haver d'instituir el Servei Militar Obligatori i a realitzar compres d'armes a Cuba i a la Unió Soviètica. La generalització de la guerra va suposar la imposició de l'"estat d'emergència", que va causa la suspensió d'algunes llibertats civils amb l'empresonament d'alguns dirigents opositors i algun episodi de censura a la premsa.
La contra, en què militaven molts antics guàrdies somocistes i que estava dirigida per un agent lligat als Somoza, va cometre grans atrocitat entre la població civil de Nicaragua arribant a ser acusada de no respectar els drets humans. En aquesta conjuntura, es va qüestionar dins dels Estats Units el suport que es prestava a aquests grups armats (que havien arribat a ser denominats per Ronald Reagan com "defensors de la llibertat"). El Congrés dels Estats Units va començar a restringir el suport a la contra arribant a prohibir-lo totalment l'any 1985.
El finançament de la intromissió armada per part dels Estats Units es va mantenir inclús en contra de la decisió del Congrés d'aquest país l'any 1985 (tot i que no es va executar fins a l'octubre de 1986) mitjançant els fonts obtinguts per la venda il·legal d'armes a l'Iran (en plena Guerra Iran-Iraq, en què Iraq era l'aliat oficial dels Estats Units) conegut com el cas irangate. La intromissió dels Estats Units va arribar a ser tan intensa i evident que la Tribunal Internacional de Justícia va condemnar el país nord-americà en una sentència del 27 de juny de 1986 pel suport a la contra i el minat a les aigües nicaragüenques.

### Cap a la pau

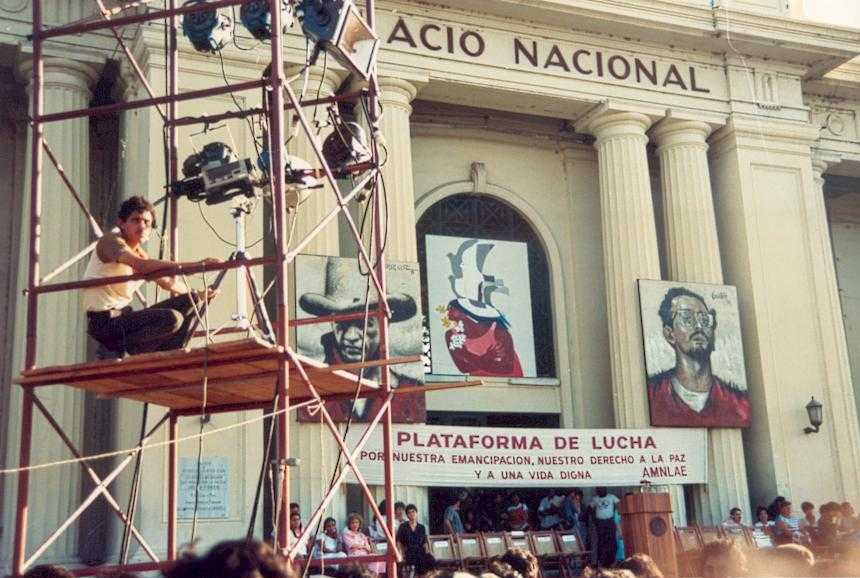
Acte del Dia Internacional de la Dona treballadora a Managua, 8 de març de 1988.

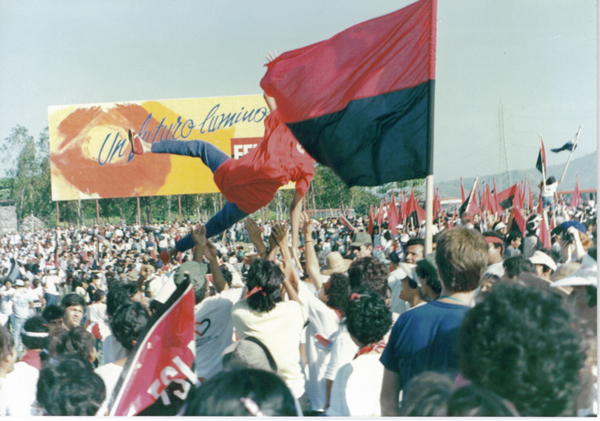
Celebració del desè aniversari de la Revolució (1989).

Abans de 1987, les forces de la contra comptaven amb més de 10.000 homes. El govern dels Estats Units intentava l'enderrocament del govern sandinista per la força utilitzant totes les estratègies que estaven a les seves mans. La majoria dels països de l'Amèrica Llatina s'oposaven que els Estats Units derroquessin el govern nicaragüenc i temien una extensió de la guerra per la regió. Mèxic, Colòmbia, Panamà i Veneçuela van formar l'anomenat Grup de Contadora ja al 1983 per mediar en el conflicte sense obtenir resultats positius.
Al 1987, el president de Costa Rica, Óscar Arias Sánchez, va realitzar una conferència de presidents de l'Amèrica Central per buscar solució als conflictes de Nicaragua i El Salvador. Fruits d'aquesta conferència són les negociacions que l'any 1988 van començar a realitzar el govern de Nicaragua amb la contra.
L'economia nicaragüenca, molt afectada pel conflicte, estava a punt d'entrar en fallida (la inflació el 1988 es va situar entre el 2,000 i el 36,000%) i el pressupost destinat a la defensa representava la meitat dels pressupostos generals del país. Els plans en educació i sanitat, així com en l'alimentació, es van veure afectats per la situació econòmica i Nicaragua va passar a ser considerat el país més pobre de l'Amèrica Llatina. Els atacs de la contra van danyar l'agricultura i la mesura de fomentar la producció d'aliments bàsics en detriment de productes per a l'exportació, de la que depenia l'entrada de divises al país, van dur a una situació desesperada que s'agreujava pels danys en la població civil que les agressions de la contra causaven (més de 10.000 baixes entre morts i ferits, a més de molts refugiats).
La situació internacional va començar a canviar. A la Unió Soviètica es va obrir el període conegut com perestroika i als Estats Units es va produir el canvi de govern, entrant George Bush Sr., que va imposar una política més partidària a comptar amb una solució negociada al conflicte.
Dins dels acords de pau, s'inclou la celebració d'eleccions el febrer de 1990. A aquestes eleccions, l'oposició, amb el suport dels Estats Units, va crear una coalició anomenada Unión Nacional Opositora (UNO) presidida per Violeta Chamorro. En la conjuntura de la guerra i amb l'amenaça que seguís si guanyaven els sandinistes, amb una exonomia arruinada el resultat electoral va donar la victòria a la UNO amb un 55% dels vots, en contraposició al 41% obtingut pels sandinistes. Es va produir el canvi de poder, passant el FSLN a l'oposició.
En les converses de pau, els sandinistes van mantenir el control de l'exèrcit amb el compromís de despolititzar-lo, va passar de ser l'"Exèrcit popular Sandinista" a ser l'"Exèrcit de Nicaragua", alguns de les contras van passar a integrar-s'hi. Es va desmobilitzar gran part de les forces militars i es va dissoldre la contra. Els sandinistes van mantenir la majoria en la representació del Tribunal Suprem i el major grup de l'Assemblea Nacional. La xarxa social que havien potenciat, els sindicats, les associacions de veïns, els grups de dones, els d'estudiants i joves es van mantenir vius i van contribuir a reforçar el poder polític del FSLN.
En la separació de les estructures de l'estat i de partit, algunes propietats confiscades van passar a ser inscrites com propietats del partit i inclús alguns dirigents les van inscriure al seu nom. Aquesta pràctica es va conèixer com "la piñata" i va ser durament criticat, tot i que no es va arribar a denunciar, jutjar o condemnar ningú per aquests fets.
El govern de Violeta Chamorro va trobar contradiccions dins de la coalició que li donava suport i l'UNO no es va arribar a presentar a les següents eleccions. Va ser el govern del període liberal que es va obrir i va posar fi al període revolucionari.

### Eleccions de 1990
El 25 de febrer de 1990 es van celebrar unes eleccions generals que van perdre els sandinistes. Per fer front al FSLN es va constituir la Unión Nacional Opositora (UNO), una coalició electoral de 14 partits encapçalada per Violeta Chamorro, membre de la Junta de Gobierno de Reconstrucción Nacional i vídua del també polític nicaragüenc Pedro Joaquín Chamorro, assassinat per Somoza el 10 de gener de 1978.

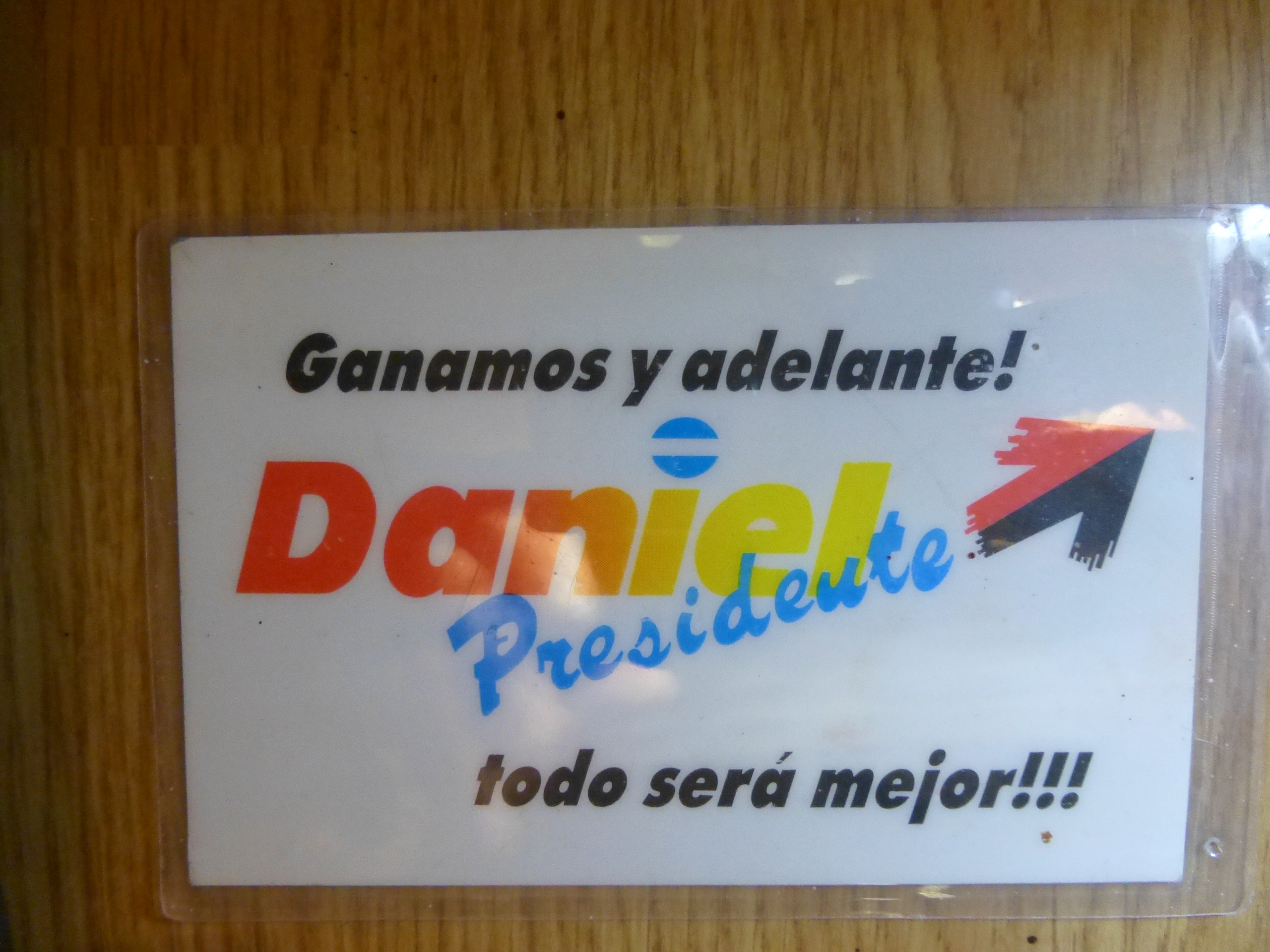
Propaganda electoral del FSLN en les eleccions de 1990.

El FSLN va presentar Daniel Ortega com a candidat a presidenti Sergio Ramírez com a vicepresident sota el lema "Ganamos y adelante! Daniel Presidente. Todo será mejor!!!" ("Guanyem i endavant! Daniel President. Tot serà millor!!!")
El detall dels resultats electorals va ser el següent:
| Eleccions generals de Nicaragua de 1990 | %      |
| UNO                                     | 54,74% |
| FSLN                                    | 40,82% |
| MUR                                     | 1,18%  |
| Altres partits                          | 3,26%  |

Aquestes eleccions van donar el poder a lz senyora Chamorro, que va passar a ser la presidenta de Nicaragua i va posar fi al període revolucionari.

#### Unió Nacional Opositora
L'historiador i investigador social nicaragüenc Roberto J. Cajina descriu la coalicio Unió Nacional Opositora de la següent forma:
| « | Des del mateix moment d'inici, sota la direcció política i ajuda tècnica i financera del govern dels Estats Units, l'existència de l'UNO va ser marcada per deformacions estructurals greus, derivades de la seva pròpia naturalesa. En la seva conformació, hi van concórrer les corrents més diverses de la gamma política i ideològica nicaragüenca: del liberal-conservador - tradicionalment anticomunista i favorable als Estats Units, als marxistes-leninistes del llinatge moscovita, als partidaris declarats a la lluita de classes i als enemics del capitalisme en el seu estat superior del desenvolupament. Paradoxes d'una aliança electoral heterogènia i fràgil. | » |

La constitució de la coalició UNO va ser la següent:
- 3 fraccions liberals: Partido Liberal IndependientePartido Liberal Constitucionalista i Partido Neoliberal
- 3 conservadors: Acción Nacional Conservadora, PNC i Alianza Popular Conservadora
- 3 social-cristians: Partido Popular Social Cristiano, Partido Democrático de Confianza Nacional i Partido de Acción Nacional
- 3 socialdemócrates: Partido Social Demócrata, Movimiento Democrático Nicaragüense i Partido Socialista Nicaragüense
- 1 comunista ortodox: Partido Comunista de Nicaragua
- 1 partit unionista de Centroamérica: PIAC

## El llegat de la revolució
La revolució va deixar canvis profunds a Nicaragua. Les estructures de poder que la oligarquia lligada a la família Somoza havia creat i mantingut per al seu propi benefici van ser desbaratades. Els nivells d'educació de la població es van elevar de forma molt significativa. Grups de població, com ara joves, dones i camperols, fins llavors marginats de les activitats socials i en la participació en la vida nacional van veure incrementada la seva presència en aquestes àrees. Les regions de la Costa Atlàntica poblades per miskitos van obtenir l'autonomia. Es va produir per primer cop, després de dècades de dictadura i guerra civil un pas de poder de forma pacífica entre governs sorgits de les urnes.
Des del punt de vista de molts nostàlgics, els objectius de la Revolució Sandinista, programats al poble nicaragüenc, del dret a una alimentació digna, a l'habitatge, a la salud, a l'educació que inicialment van ser duts a terme per diferents programes dels govers revolucionaris es van perdre en ser abandonats pels governs posteriors a la revolució, de càracter liberal, de la dècada de 1990. L'analfabetisme va tornar a créixer, tot i que es va mantenir en nivells inferiors als anteriors al 19 d'abrili de 1979.
La Revolució va realitzar una reforma agrària donant terres als camperols que no en tenien, la intervenció d'empreses i de bancs amb l'horitzó d'un sistema productiu mixte amb un sector públic fort i controlat des de l'estat va propiciar la desconfiança del sector privat, tant nacionalment com internacional que va produir una caiguda de les inversions en el país. La guerra d'agressió, organitzada i finançada pels Estats Units, a la qual Nicaragua va fer front va obligar els diferents governs sandinistes a dedicar recursos enormes a la defensa i a la restauració dels danys materials que els combats provocaven.
S'ha discutit molt sobre els factors que van produir la gran crisi econòmica del període revolucionari (quan va triomfar la revolució, Nicaragua comptava ja amb un gran deute extern i una crisi econòmica aguda): alguns observadors exteriors creuen que la crisi va ser deguda a l'economia de caràcter marxista que els governs sandinistes van dur a terme, mentre que altres han destacat la guerra d'agressió dels Estats Units i la contra com a principal factors. La revolució i la contra van deixar una Nicaragua més lliure i normalitzada però més pobra i dividida.
L'any 2006, el Front Sandinista d'Alliberament Nacional va tornar a guanyar unes eleccions de la mà de Daniel Ortega i després de més de 15 anys, els sandinistes van tornar al poder dins d'un nou context per l'Amèrica Llatina i pel món.

## El cost en vides
Entre els anys 1972 i 1991 s'estima, segons el victimari de "De re Militari", que a Nicaragua va haver-hi unes 65.000 morts, 35.000 d'elles durant la lluita contra el somocisme (25.000 civils i 10.000 combatents) i 30.000 durant el període de govern del FSLN pel conflicte obert amb les contres (15.000 civils i 15.000 combatents), es tendeix a responsabilitzar Anastasio Somoza de les morts, especialment les succeïdes durant el seu govern.
"La solidaritat és la tendresa dels pobles". Sota aquest lema la Revolució sandinista va aixecar un ampli moviment de solidaritat en tot el món sota les banderes de democràcia i justícia social que enarborava el sandinisme, que va seguir actiu fins al 2018 en diversos formats i tant a Nicaragua com en altres països.

## Literatura
- Julio Cortázar. Nicaragua tan violentamente dulce, 1984. Buenos Aires: Muchnik Editores
- Ramírez, Sergio. Adíos, Muchachos: una memoria de la revolución sandinista, 1999. ISBN.
- Perales, Iosu. Nicaragua valientemente libre, 1984. ISBN 84-85781-32-5.
- del Río Rius, Eduardo. Compa Nicaragua, 1982. ISBN 968-433-177-0.
- Rediske, Michael. Umbruch in Nicaragua. Die Entstehung der Revolution aus dem Zerfall bürgerlicher Herrschaft, 1984. ISBN.
- F. Lamberg, Robert. Nicaragua. Von Somoza zu Ortega. Der hürdenreiche Aufbau einer tropischen "Volksrepublik", 1985. ISBN.
- Stephen, Sergio. Sangre de Hermanos. Vida y guerra en Nicaragua, 2008. ISBN.
- Carrera Carmona, José Miguel. Misión Internacionalista. De una población chilena a la revolución sandinista., 2010. ISBN 978-956-332-675-8.
- Cabezas, Omar. La montaña es algo más que una inmensa estepa verde, 1982. ISBN.

## Filmografia
- Latino, de Haskell Wexler. Pel·lícula de denúncia de l'agressió dels Estats Units a la Nicaragua Sandinista.
- Nicaragua - entre la guerra y el sueño (1990), de la TV dels treballadors. Documental sobre les eleccions de 1990 i la victòria de Violeta Chamorro.
- Sota el foc (1983), de Roger Spottiswoode. La revolució sandinista narrada de forma lliure a través de la història de 3 periodistes estatunidencs.
- Utopia 79 (2008). Documental que barreja les experiències d'espanyols i nicaragüencs en la revolució sandinista. Una combinació d'arxius gairebé inèdits dels noticiaris sandinstas amb imatges actuals que ens porten a reflexionar sobre l'utopia.